# Joe Smith
Joseph Leynard Smith (ur. 26 lipca 1975 w Norfolk) – amerykański koszykarz, występujący na pozycji skrzydłowego.

## Osiągnięcia

### NCAA
- Uczestnik rozgrywek Sweet 16 turnieju NCAA (1994, 1995)
- Mistrz sezonu regularnego konferencji Atlantic Coast (ACC – 1995)
- Koszykarz roku:
  - NCAA:
    - im. Naismitha (1995)[1]
    - według:
      - Associated Press (1995)[2]
      - United Press International (1995)[3]

  - konferencji Atlantic Coast (1995)[4]
- Najlepszy pierwszoroczny zawodnik :
  - NCAA według USBWA (1994)[5]
  - konferencji Atlantic Coast (1994)[6]
- Laureat nagrody Adolph Rupp Trophy (1995)[7]
- Wybrany do:
  - I składu:
    - All-American (1995)[8]
    - All-ACC (1994, 1995)

  - III składu All-American (1994)

### NBA
- Wybrany do I składu debiutantów NBA (1996)[9]
- 2-krotny debiutant miesiąca NBA (grudzień 1995, luty 1996)[10]